# Смілка шпергелелиста
Смілка шпергелелиста, смілка приземкувата як Silene supina (Silene spergulifolia) — вид рослин з родини гвоздикових (Caryophyllaceae); зростає у Європі й Азії.

## Опис
Багаторічна рослина 15–20 см. Листки лінійно-ланцетні, 15–35 мм завдовжки, 1–3 мм завширшки. Чашечка 15–25 мм довжиною; пелюстки на 1/3 довше чашолистки, з нігтиками, вгорі трохи розширені.

## Поширення
Поширений у Європі (від Балкан до східної Росії) та в Азії (від Туреччини до Ірану).
В Україні вид зростає на кам'янистих відслоненнях, пісках — у Степу, спорадично.